# توبياس غران
توبياس غران (بالسويدية: Tobias Grahn)‏ (5 مارس 1980 بكارلسكرونا في السويد - ) هو لاعب كرة قدم سويدي في مركز الوسط. شارك مع منتخب السويد تحت 21 سنة لكرة القدم ومنتخب السويد لكرة القدم. أما مع النوادي، فقد لعب مع آرهوس جمناستيك فورينينغ وخيمناستيك طركونة ونادي أودنسه ونادي أوربرو ونادي بيرا مار ونادي راندرس ونادي فوليرينغا ونادي لينغبي ونادي مالمو ونادي هرتا برلين وGentofte-Vangede Idrætsforening ‏ وBrønshøj Boldklub ‏ ونادي أوسترس وMjällby AIF ‏.

## روابط خارجية
- توبياس غران على موقع اتحاد السويد (السويدية)
- توبياس غران على موقع قاعدة بيانات كرة القدم.إي يو (الإنجليزية)
- توبياس غران على موقع بيانات كرة القدم. دي إي (الألمانية)
- توبياس غران على موقع ناشيونال فوتبول تيمز (الإنجليزية)
- توبياس غران على موقع Soccerway.com (الإنجليزية)
- توبياس غران على موقع عالم كرة القدم.نت (الإنجليزية)